# Federigo Tozzi
Pour les articles homonymes, voir Tozzi.
Federigo Tozzi, né le 1er janvier 1883 à Sienne et mort le 21 mars 1920 à Rome, est un romancier, poète et journaliste italien actif de 1911 à sa mort.

## Biographie
Federigo Tozzi naît à Sienne en 1883 dans une famille d'origine paysanne. Le père est un violent qui terrorise sa femme malade. Federigo survit tant bien que mal à de nombreux frères et sœurs morts à la naissance ou en bas âge. Il réagit à la tristesse du milieu familial et aux brutalités de son père par le rêve et les crises d'épilepsie.
Études décevantes et interrompues. Il obtient en 1908 un emploi aux chemins de fer.
Il se lie d'amitié avec Domenico Giuliotti. Ils fondent en 1913 un périodique politico-littéraire, « La Torre », catholique et réactionnaire. Il écrit des poèmes (La zampogna verde, 1911, d'un goût encore dannunzien ; La Città della vergine, 1913), se passionne pour les anciens écrivains siennois. Il lit beaucoup : naturalisme, littératures étrangères. Verga et Dostoïevski le marqueront profondément.
Il écrit une sorte de journal intime, lyrique et quelque peu morbide, Bestie, 1917 ; des récits (Ricordi di un impiegato, posthume, 1920) ; quelques dizaines des 121 nouvelles retenues dans l'édition Vallecchi des œuvres complètes ; son premier roman, Con gli occhi chiusi, conçu dès 1910 et publié en 1919.
En 1914 il entre à la rédaction du « Messaggero della Domenica » que dirige Luigi Pirandello. Il y collabore avec Rosso di San Secondo et Orio Vergani. Il meurt en 1920 de la grippe espagnole quand son importance commence enfin à être reconnue.

## Œuvres
Sa production a un fort caractère autobiographique. C'est notamment le cas d'un superbe roman qui l'occupa pendant plusieurs années de sa vie, Il podere (1920-1921) où il raconte sur le mode dramatique ses démêlés de petit propriétaire famélique avec ses métayers.
Parmi les romans, son autre chef-d'œuvre, Tre croci (écrit en un seul mois de 1918 mais publié quelques semaines après la mort de l'auteur), est sans doute le seul qui distancie quelque peu la matière narrative. Mais il ne s'agit pas pour autant d'un retour à l'objectivité naturaliste.
Comme le fait observer Ferruccio Ulivi, un de ses meilleurs interprètes : « À la différence de ce qui advient chez Verga, qui a une conception encore naturaliste du monde ... la réalité fonctionne chez Tozzi comme limite et presque comme prison. Quand un personnage considère un objet, une maison, il ne les « voit » pas, disons qu'il ne les voit pas seulement mais les « souffre ». Une rue de Sienne n'est pas un élément réel mais une souffrance pétrifiée, un arbre est ... un halte-là ! menaçant. »
L'éditeur Vallecchi a publié, à partir de 1961, les œuvres complètes de Tozzi. Une bonne bibliographie des œuvres et de la critique figure à la fin de l'essai de F. Ulivi, déjà cité, Federigo Tozzi, Mursia, Milano, 1962.

## Publications
- (it) La citta della vergine, Gênes, Formiggini, 1913, 83 p. (présentation en ligne, lire en ligne)
- (it) Ricordi di un impiegato, Milan, Mondadori, 1927, 233 p. (présentation en ligne, lire en ligne)
- (it) La zampogna verde, Garzanti, 1948, 103 p. (présentation en ligne, lire en ligne)

### Traductions en français
- Les Bêtes, trad. fr. Philippe Di Meo, Paris, José Corti, 112 p., 2012  (ISBN 978-2714310798)
- Les Yeux fermés, trad. fr. Philippe Di Meo, La Baconnière, 208 p., 2016  (ISBN 978-2940431564)
- Les Choses, les gens, trad. fr. Philippe Di Meo, La Baconnière, 200 p., 2019  (ISBN 978-2889600151)
- Barques renversées, trad. fr. Philippe Di Meo, La Barque, 91 p., 2021  (ISBN 978-2917504451)
- Des jeunes, trad. fr. Philippe Di Meo, La Baconnière, 248 p., 2023  (ISBN 978-2889601059)